# Tange Kenzó
Tange Kenzó (japánul: 丹下健三, Hepburn-átírással: Tange Kenzō), (Szakai, 1913. szeptember 4. – Minato, 2005. március 22.) Japán minden bizonnyal egyik legismertebb építésze, a funkcionalizmust merész vonalú tervezéssel, a „kagylószerkezettel” ötvöző, fantáziadús újítója, az építészeti metabolizmus létrehozója.

## Élete, munkái
Leghíresebb művei a hirosimai Béke Emlékmúzeum és a tér Emlékkenotáfiuma, mely utóbbi a Kofun-kor dombsírjait idézi (1955), a tokiói Olimpiai Sportcsarnok vagyis a Jojogi Stadion (1964), a tokiói Mária-katedrális (1965), a Mori Hanae-épület (1979), az új tokiói Városháza (1991), de részt vett például Szkopje rekonstrukciójában is az 1965-ös földrengés után.
1987-ben Pritzker-díjjal tüntették ki.

## Főbb alkotásai
- 1955: Hirosimai Béke Emlékmúzeum
- 1957: A korábbi tokiói Városháza
- 1958: Kagava prefektúra önkormányzati központja, szárnyépületek, Takamacu
- 1960: Kurasiki városháza
- 1964: Jojogi Stadion
- 1964: Mária-katedrális, Tokió
- 1966: Szkopje újjáépítésének terve az 1965-ös földrengés után
- 1970: Az Expo '70 helyszíne, Oszaka
- 1970: Librino-Újváros, Catania
- 1977: Szógecu Kaikan, Aojama, Tokió
- 1979: Mori Hanae-épület, Tokió
- 1982: Akasaka Prince Hotel, Tokió
- 1982: Central Area New Federal Capital City of Nigeria, Nigéria
- 1986: Nanyang Technological University, Szingapúr
- 1986: OUB Centre, Szingapúr
- 1987: American Medical Association, Headquarters Building, Chicago, USA
- 1991: Új tokiói Városháza
- 1992: UOB Plaza, Szingapúr
- 1996: Fuji Televízió-székház, Tokió
- 1998: Bahreini Egyetem
- 2000: Kagava prefektúra önkormányzati központja, főépület, Takamacu
- 2000: Tokyo Dome Hotel
- 2003: The Linear, bérháztömb, Szingapúr
- 2005: Hwa Chong Institution Boarding School, Szingapúr

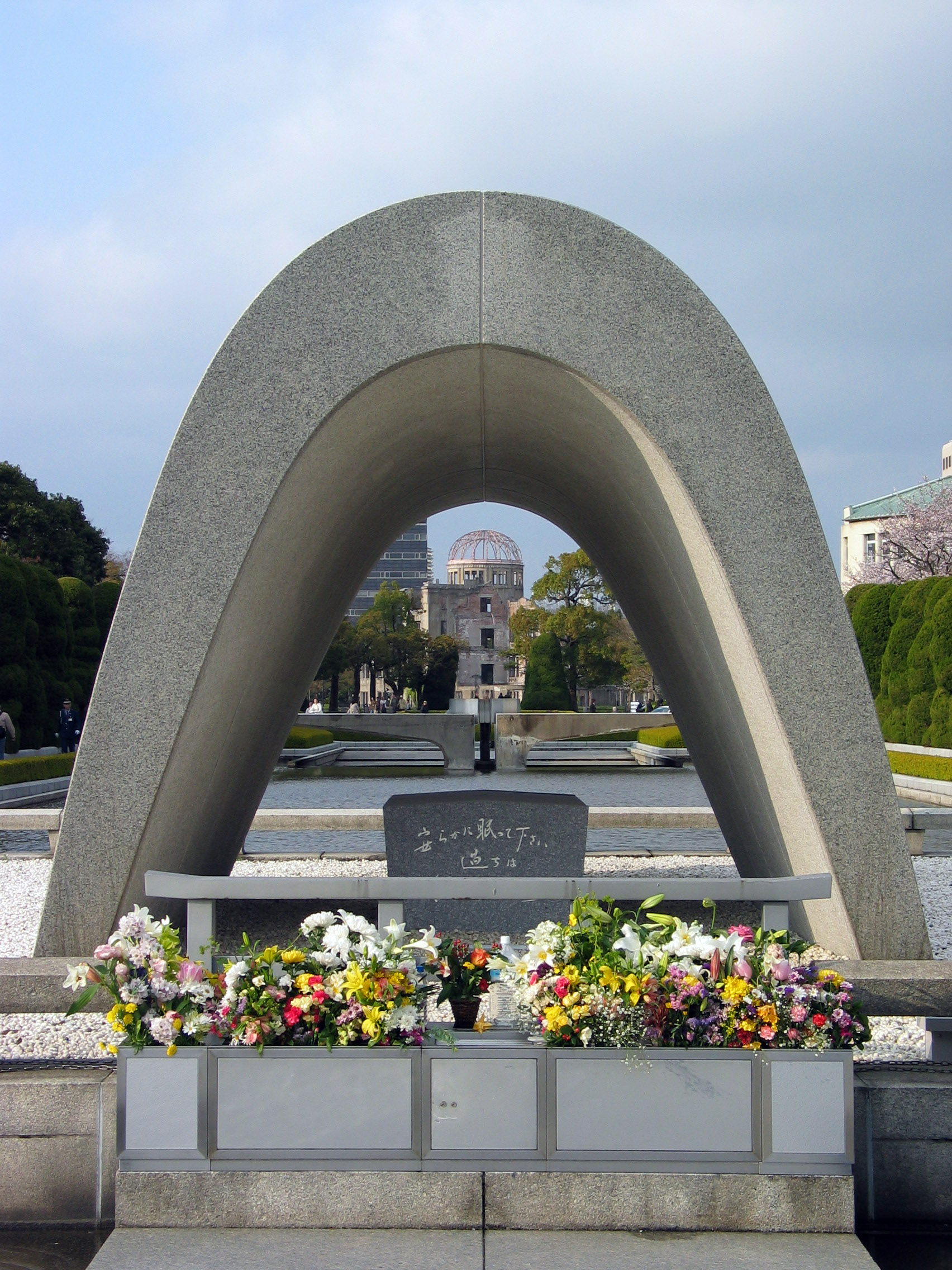
A hirosimai Kenotáfium
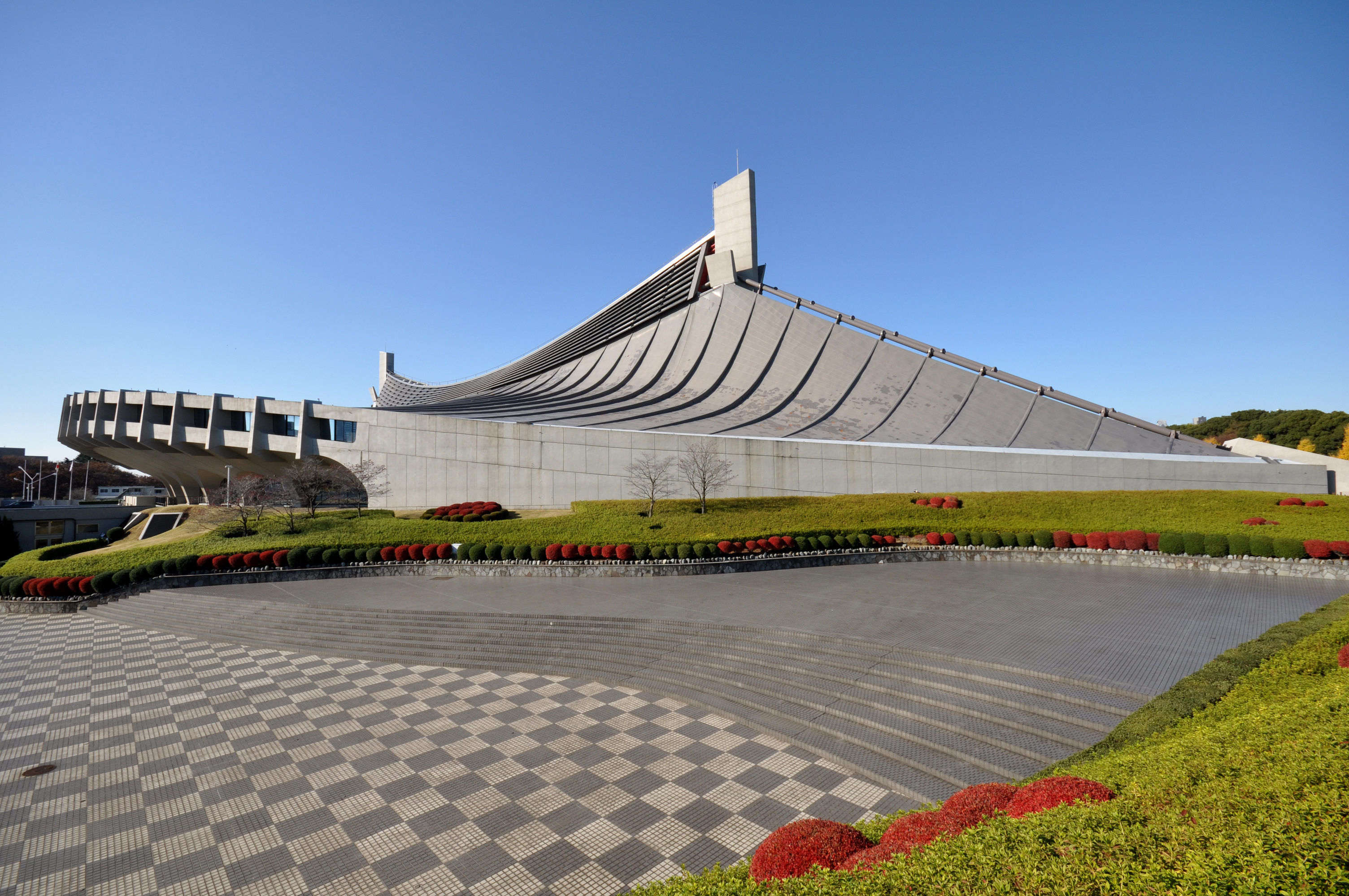
Az olimpiai sportcsarnok
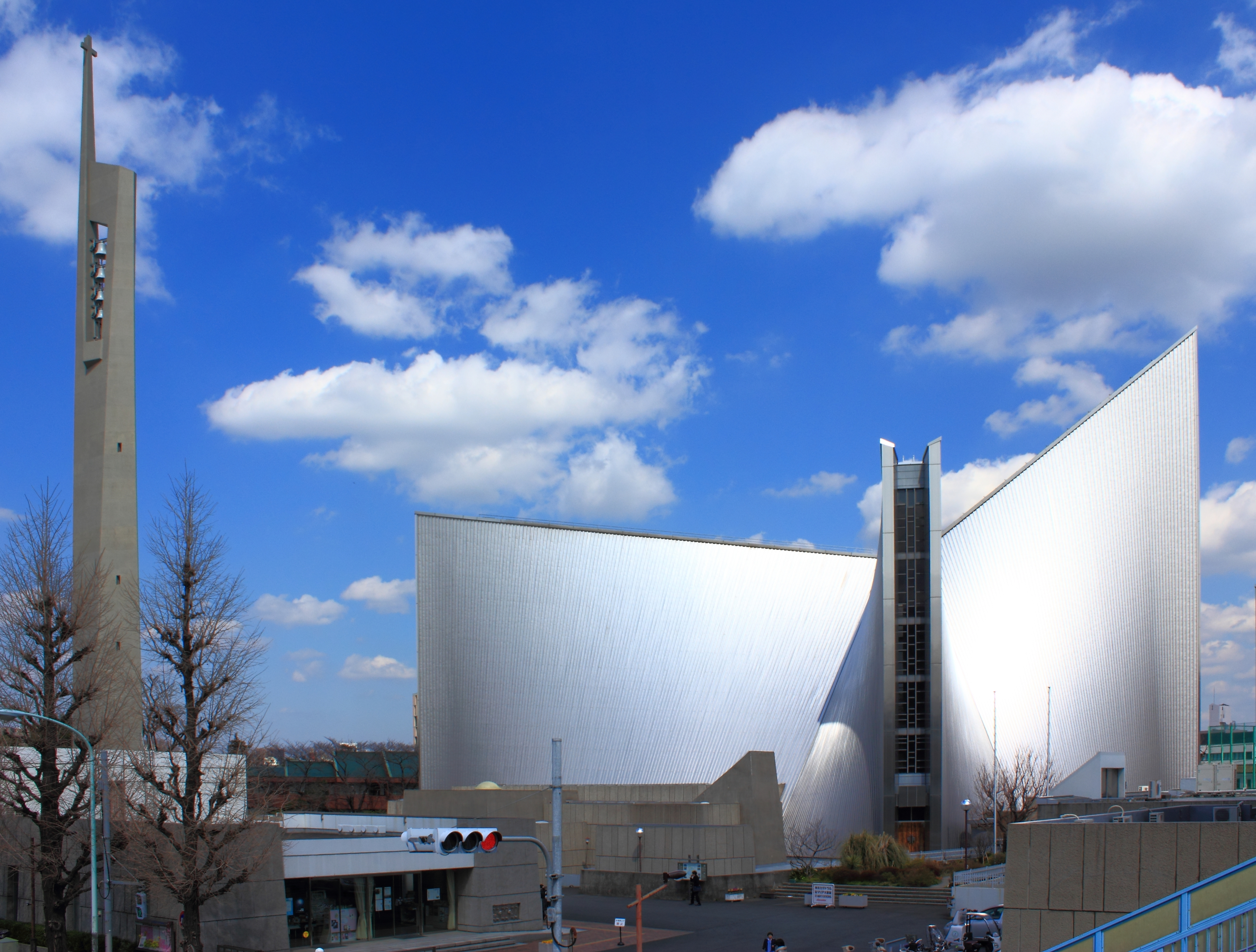
A Mária-katedrális
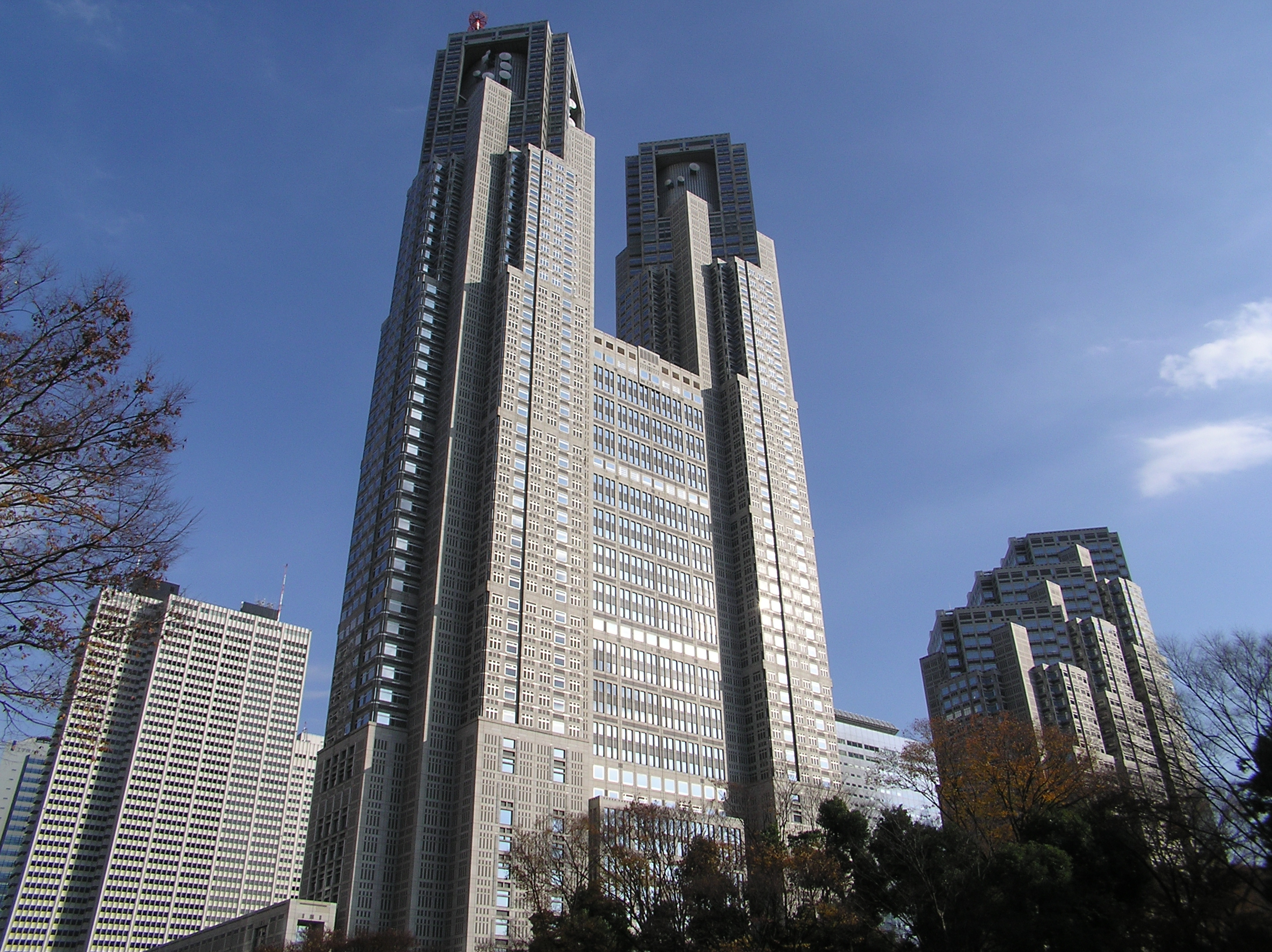
A tokiói Városháza
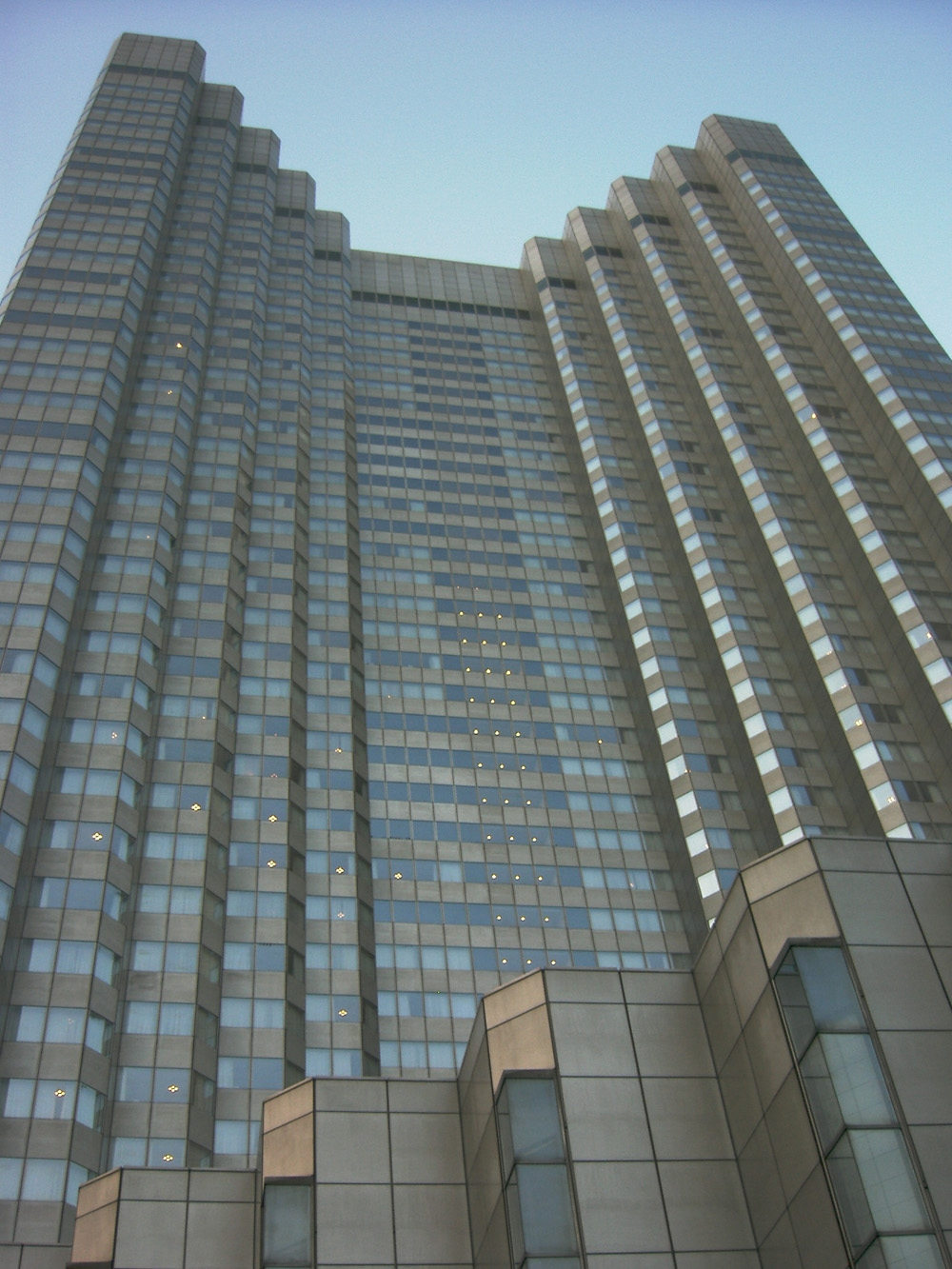
A lebontásra ítélt Akasaka Prince Hotel